# Нура (Цілиноградський район)
Нура́ (каз. Нұра) — село у складі Цілиноградського району Акмолинської області Казахстану. Входить до складу сільського округу Кабанбай-батира.
Населення — 115 осіб (2021; 160 у 2009, 147 у 1999, 126 у 1989).
Національний склад станом на 1989 рік:
- казахи — 100 %.